# Nguyễn Văn Bình
Nguyễn Văn Bình (ur. 1 grudnia 1939) – południowowietnamski judoka.
Brał udział w igrzyskach olimpijskich w 1964 (Tokio). Startował w wadze lekkiej. Walczył w jednej z ośmiu grup (łącznie startowało 24 zawodników). Jego rywalami grupowymi byli Eiam Harssarungsri (Tajlandia) i Ārons Boguļubovs (ZSRR). W pojedynku z Tajlandczykiem poniósł porażkę przez waza-ari, natomiast w walce z Łotyszem reprezentującym Związek Radziecki, przegrał przez ippon. Zajął ostatnie miejsce i nie wyszedł z grupy (0 punktów). W czasie trwania igrzysk miał około 163 cm wzrostu i 64 kg wagi.